# Гетто в Комарине (Гомельская область)
Гетто в Кома́рине (Гомельская область) (осень — зима 1941) — еврейское гетто, место принудительного переселения евреев посёлка Комарин Брагинского района Гомельской области и близлежащих населённых пунктов в процессе преследования и уничтожения евреев во время оккупации территории Беларуси войсками нацистской Германии в период Второй мировой войны.

## Оккупация Комарина и создание гетто
Посёлок Комарин был захвачен немецкими войсками 28 августа 1941 года, и оккупация продлилась 2 года и 1 месяц — до 23 сентября 1943 года.
Из примерно 500 живших в Комарине перед войной евреев под оккупацию попали около половины — часть была мобилизована в Красную армию, часть успела и смогла эвакуироваться.
Реализуя нацистскую программу уничтожения евреев, немцы создавали гетто почти во всех городах и населённых пунктах Беларуси, где проживало еврейское население. Так и в Комарине сначала местные коллаборационисты провели регистрацию евреев, насчитав около 90 дворов. Евреи были объявлены вне закона, и немцам и полицейским можно было безнаказанно издеваться над ними и грабить. Затем в местечке организовали гетто.

## Условия в гетто
Гетто в Комарине было «открытого» типа. Евреев оставили жить в своих домах, но они не имели права посещать общественные места, ходить по центральной Советской улице, открыто общаться с нееврейскими жителями. Узников использовали на тяжёлых и грязных принудительных работах.

## Уничтожение гетто
Сразу после оккупации немецкие жандармы из Гомеля совместно с комаринскими полицаями начали хватать и убивать евреев. Немцы очень серьёзно относились к возможности еврейского сопротивления, и поэтому в большинстве случаев в первую очередь убивали в гетто или ещё до его создания евреев-мужчин в возрасте примерно от 15 до 50 лет — несмотря на экономическую нецелесообразность, так как это были самые трудоспособные узники. По этой причине первыми убили 25 евреев-мужчин в урочище Печи на берегу озера.
Затем в Комарине были убиты 89 евреев на кладбище, а потом ещё 140 в урочище Печи и во дворе колхоза «Серп и молот».
Единственной уцелевшей во время этих «акций» (таким эвфемизмом нацисты называли организованные ими массовые убийства) была Мария Маневич, которую спрятали соседи, а потом переправили к партизанам.
После расстрелов немцы и полицейские нашли рядом с Комарином и убили три еврейские семьи. Ещё одну еврейскую семью из Комарина полицаи нашли в деревне Иванки и сначала убили детей на глазах матери, а потом и саму мать.

## Память
После освобождения поселка выжившие родственники убитых евреев перезахоронили останки родных на кладбище. Памятника на месте перезахоронения нет.
Опубликованы неполные списки жертв геноцида евреев в Комарине.